# Jogos Asiáticos em Recinto Coberto de 2007
Os Jogos Asiáticos em Recinto Coberto de 2007 foram a segunda edição do evento multiesportivo realizado na Ásia a cada dois anos. O evento foi realizado em Macau.

## Marketing

### Logotipo
O logotipo dos Jogos de Macau é formado por traços azuis, representando o caractere 二 ("dois"), referindo-se à segunda edição do evento, amarelos, representando o caractere 人 ("pessoa"), e verdes, representando a natureza de Macau. Juntos, os traços formam uma casa.

### Mascote
Mei Mei é um colhereiro de bico preto, uma ave típica no nordeste asiático que migra para Macau no outono. O mascote representa a juventude e a altivez do povo de Macau.

## Esportes
22 modalidades formaram o programa dos Jogos:
| - Atletismo em recinto coberto - Bilhar - Boliche - Ciclismo BMX - Ciclismo indoor - Dança esportiva - Danças do dragão e do leão - Escalada | - Futsal - Ginástica aeróbica - Hóquei - Jogos eletrônicos - Kabaddi - Kickboxing - Kurash | - Muay Thai - Natação em piscina curta - Natação com nadadeiras - Patinação inline - Sepaktakraw - Skate - Xadrez |

## Países participantes
45 países participaram do evento:
| - Afeganistão - Arábia Saudita - Bahrein - Bangladesh - Butão - Brunei - Camboja - Cazaquistão - China - Coreia do Norte - Coreia do Sul - Emirados Árabes Unidos - Filipinas - Hong Kong - Iêmen | - Índia - Indonésia - Irão - Iraque - Japão - Jordânia - Kuwait - Laos - Líbano - Macau - Malásia - Moldávia - Mongólia - Myanmar - Nepal | - Omã - Paquistão - Palestina - Catar - Quirguistão - Singapura - Sri Lanka - Síria - Tajiquistão - Tailândia - Taipé Chinesa - Timor-Leste - Turquemenistão - Uzbequistão - Vietname |

## Quadro de medalhas
País sede destacado.
| Ordem | País                   | Medalha de ouro | Medalha de prata | Medalha de bronze |     |
| ----- | ---------------------- | --------------- | ---------------- | ----------------- | --- |
| 1     | China                  | 71              | 39               | 37                | 147 |
| 2     | Tailândia              | 22              | 30               | 24                | 76  |
| 3     | Hong Kong              | 16              | 10               | 13                | 39  |
| 4     | Coreia do Sul          | 14              | 16               | 14                | 44  |
| 5     | Japão                  | 13              | 10               | 18                | 41  |
| 6     | Índia                  | 13              | 10               | 14                | 37  |
| 7     | Cazaquistão            | 11              | 25               | 13                | 49  |
| 8     | Irã                    | 5               | 7                | 13                | 25  |
| 9     | Catar                  | 5               | 5                | 1                 | 11  |
| 10    | Uzbequistão            | 4               | 4                | 2                 | 10  |
| 11    | Taipé Chinesa          | 4               | 3                | 7                 | 14  |
| 12    | Vietname               | 3               | 7                | 14                | 24  |
| 13    | Macau                  | 3               | 5                | 7                 | 15  |
| 14    | Arábia Saudita         | 3               | 1                |                   | 4   |
| 15    | Emirados Árabes Unidos | 3               |                  | 2                 | 5   |
| 16    | Filipinas              | 2               | 4                | 5                 | 11  |
| 17    | Indonésia              | 2               |                  | 5                 | 7   |
| 18    | Singapura              | 1               | 3                | 6                 | 10  |
| 19    | Kuwait                 | 1               | 3                | 4                 | 8   |
| 20    | Malásia                |                 | 4                | 9                 | 13  |
| 21    | Mongólia               |                 | 2                | 8                 | 10  |
| 22    | Myanmar                |                 | 2                |                   | 2   |
| 22    | Sri Lanka              |                 | 2                |                   | 2   |
| 24    | Paquistão              |                 | 1                | 1                 | 2   |
| 25    | Quirguistão            |                 | 1                |                   | 1   |
| 26    | Laos                   |                 |                  | 6                 | 6   |
| 27    | Jordânia               |                 |                  | 4                 | 4   |
| 27    | Líbano                 |                 |                  | 4                 | 4   |
| 29    | Iraque                 |                 |                  | 2                 | 2   |
| 30    | Bangladesh             |                 |                  | 1                 | 1   |
| 30    | Coreia do Norte        |                 |                  | 1                 | 1   |
| TOTAL | TOTAL                  | 196             | 194              | 235               | 625 |